# Кут вертикальний
Кут вертика́льний (рос. угол вертикальный, англ. vertical angle, нім. vertikaler Winkel m, vertikal Ecke f) — кут, промені якого лежать у вертикальній площині. При виконанні маркшейдерських та геодезичних робіт (тригонометричне нівелювання, геодезичне нівелювання) вимірюють вертикальний кут, що утворюється заданим напрямом і горизонтальною площиною (кутом нахилу) або заданим напрямом і висковою лінією (зенітна віддаль). Кути нахилу додатні, якщо лінію спрямовано похило вгору і від'ємні, якщо — похило вниз; зенітні віддалі завжди додатні і відліковуються від напрямку, спрямованому в зеніт.